# HC Martigny
HC Martigny – szwajcarski klub hokeja na lodzie z siedzibą w Martigny.

## Historia
Klub utworzono w 1939. W sezonie 1998/1999 trenerem zespołu był Doug McKay.
W 2008 przeprowadzono fuzję klubu HC Martigny z HC Verbier Val-de-Bagnes, po czym utworzono HC Red Ice Martigny-Verbier-Entremont.

## Sukcesy
- Złoty medal Nationalliga B: 1990
- Srebrny medal Nationalliga B: 1993